# Dorota Rabczewska
Doda, även Doda elektrod, artistnamn för Dorota Aqualiteja Rabczewska, född 15 februari 1984 i Ciechanów i Polen, är en polsk sångerska och pianist. Hon var tidigare medlem i rockgruppen Virgin. I sin ungdom var hon en lovande friidrottare, med bland annat brons i nationella mästerskapen. Rabczewska bestämde sig dock för att satsa på musiken. Hon fick chansen, 16 år gammal, vid en audition för Virgin, och spelade in skivor med dem. För att göra bandet mer känt ställde hon upp i en TV-show, Baren. Hon inledde en solokarriär och gick så småningom ur bandet. Hon har vunnit nära trettio olika priser för sin musik. Hennes sånger handlar nästan uteslutande om kärlek.
Polska myndigheter försökte 2010 få henne fälld för hädelse, för uttalandet "Det är svårt att tro på något som författats av människor som drack för mycket vin och rökte örtcigaretter" , oklart vilken typ av ört. Uttalandet syftade på författarna till bibeln.
Hon är medlem av mensa, med en IQ på 156, hon säger sig mer tro på dinosaurier än bibeln.

## Biografi
Dorota – som går under artistnamnet Doda - föddes den 15 februari 1984 i Ciechanow i Polen. Hon är dotter till Hennes föräldrar heter Wanda och Paweł Rabczewski. Hon har tre halvsyskon, på sin pappas sida systern Paulina som är 16 år yngre och en 12 år äldre bror Grzegorz. Hon har även en 9 år äldre bror vid namn Rafael och de har samma mamma. Rafael är även hennes manager. Hennes far var världsmästare i tyngdlyftning. 
Innan hon blev sångerska tränade hon friidrott i fyra år och vann Voivodeship Championships på 100 och 60 meter samt längdhopp och kulstötning. Hon tog även brons i det polska mästerskapet.
År 1998 slutade hon med friidrotten och började sin musikaliska karriär på Buffoteater i Warszawa. Hon tog sånglektioner från Elzbieta Zapendowska som är en av de mest berömda sånglärarna i Polen. 
År 2003 Träffade Dorota sin första man, den polska målvakten Radoslaw Majdan. Han friade till henne när det var på semester i Jerusalem och 5 mars 2005 gifte de sig i Polen. De skilde sig dock tre år senare år 2008. 
Hennes andra fästman var frontman för bandet The Blackened Metal Band Behemoth, Adam Darski. De förlovade sig 2009 men avbröt förlovningen och gjorde slut år 2011. Året därefter började hon dejta sin koreograf Blazej Szychowski i några månader och efter honom började hon dejta affärsmannen Emil Haidar under 2014. Hon förlovade sig med Haidar år 2015 men de gjorde slut samma år i november.
År 2018 den 14 april gifte hon sig med filmproducenten Emil Stepien. De hade en privat ceremoni i Marbella i Spanien.

## Karriär

### 2002–2006 Virgin
År 2000 blev Doda utvald bland hundratals ansökande att sjunga i bandet Virgin. Deras självbetitlade debutalbum kom ut i september år 2002, utgivet av Universal Music. För att marknadsföra albumet medverkade Doda i den polska motsvarigheten av reality serien “Baren”.
2004 släpptes deras andra studioalbum “Bimbo” med hitsingeln “Dżaga”. Musikvideon till Dżaga spelades in med Dodas framtida man - målvakten Radosław Majdan. Två versioner av videon släpptes - en censurerad och en ocensurerad.
Balladerna “Kolejny raz” och “Nie zawiedź mnie” följdes därefter. För att marknadsföra det nya albumet åkte bandet iväg på sin första konsertturné “Bimbo Tour”.
Efter succén med Bimbo, samt några byten av bandmedlemmar släpptes år 2005 bandets tredje album - “Ficca”. Albumet innehåller bland annat singeln “Znak Pokoju” som toppade den polska topplistan. Även den andra singeln de släppte från samma album, “2 bajki”, blev en stor hit.  
2006 gjorde Doda en ryggradsoperation vilket ledde till att Virgin fick ta ett kort uppehåll. Doda återvände därefter med en röstroll i den polska versionen av “Asterix och Vikingarna” där hon spelade karaktären Abba. Man släppte även en nyutgåva av Ficca som därefter toppade den polska albumhitlistan i sex veckor. Albumet blev även trippel platinacertifierat av The Polish Society of the Phonographic Industry (ZPAV). 
Under en turné i Nordamerika behövde Doda ännu en gång läggas in på sjukhus på grund av sin ryggradsskada och innan året var slut sa Doda upp sitt kontrakt med sin dåvarande manager. Detta ledde så småningom till början av Dodas solokarriär. 

### 2007–2016 Solokarriär
Doda släppte tre album som soloartist. Först kom plattan Diamond Bitch 2007, som följdes av en turné främst i Polen, men också i USA, Storbritannien och Tyskland. 2008 släpptes singeln “nie daj się”, som genast hamnade på listettorna i Polen, och som är Dodas största solohit. Plattan producerades av den svenske producenten Mark Tysper, som kommer från Kalmar.
Dodas andra soloplatta 7 Pokus głownych släpptes 2011, och strax dessförinnan kom hennes första singel på engelska, Bad Girls, som först släpptes på polska. Tanken var att fler låtar skulle släppas i engelska versioner, men de släpptes aldrig annat än på youtube. 2012 blir hon den enda personen i världen som har vunnit 12 stycken VIVA Comet Awards (från den tyska musikkanalen VIVA) när hon får priset “Video of the year” för musikvideon till singeln XXX från albumet 7 Pokus głownych.
Hon släppte också en liveplatta, “Fly high tour – Doda live” 2014 från sin turné som hon gav sig av på 2013, och bland många framträdanden framförde hon Sweet child o’Mine tillsammans med Slash från Guns n’ Roses på en spelning i Polen 2015.

### 2016 Återförening med Virgin
I augusti 2016 annonserade bandet Virigin att de skulle återförenas. Samma månad släppte de sin första singel på tio år, “Hard Heart”. I november samma år släppte de sitt fjärde studioalbum Choni. Albumets mest framgångsrika singel var “Kopiuj-wlkej” som sålde guld i Polen.
År 2017 var Doda med i tv-serien Daleko od noszy. Reanimacja som karaktären Aniela. Följande år spelade hon en huvudroll i filmen Pitbull. Ostatni pies som regisserades av Władysław Pasikowski. Doda var medproducent för filmen. Hon spelade karaktären Mira och filmen och hennes insats fick positiva recensioner. 
Doda gav 2019 ut sitt tredje soloalbum, Dorota. Som mest låg albumet fyra på listorna i Polen.  

## Religionsbrott
Doda blev i maj år 2010 åtalad för att ha “smädat bibeln”, detta efter att ett år tidigare i en tv-sänd intervju berättat att hon trodde mer på att dinosaurier funnits än vad hon trodde på bibeln. Hon uttryckte det som “Det är svårt att tro på något som skrevs av personer som drack för mycket vin och rökte örter”. I januari 2012 dömdes hon till att betala 5 000 złoty av en domstol i Warszawa. Detta överklagade hon, men överklagan avslogs av en högre instans i juni samma år. Doda uttalade sig att hon skulle anmäla fallet till det Europeiska rådet för mänskliga rättigheter. 

## Diskografi

### Studioalbum
- 2002 – Virgin
- 2004 – Bimbo
- 2005 – Ficca
- 2007 – Diamond Bitch
- 2011 – The Seven Temptations
- 2016 – Choni
- 2019 – Dorota
- 2022 – Aquaria

### Singlar
- 2002 – To Ty
- 2002 – Mam Tylko Ciebie
- 2003 – Nie Złość Dody
- 2004 – Dżaga
- 2004 – Kolejny Raz
- 2004 – Nie Zawiedź Mnie
- 2005 – Piekarnia
- 2005 – Znak Pokoju
- 2005 – 2 Bajki
- 2006 – Szansa
- 2006 – Dezyda
- 2006 – Opowiem Ci
- 2006 – Dla R. (Nieważne dziś jest)
- 2006 – Inni Przyjaciele
- 2007 – Katharsis
- 2007 – To Jest To
- 2008 – Nie Daj Się
- 2009 - Rany
- 2011 - Bad Girls